# Славутська міська рада
Славу́тська міська́ ра́да — орган місцевого самоврядування Славутської міської громади в Шепетівському районі Хмельницькій області. Адміністративний центр — місто обласного значення Славута.

## Населені пункти
Міській раді підпорядковані населені пункти:
- місто Славута
- Варварівка
- Голики

## Склад ради
Рада складається з 46 депутатів та голови.
- Голова ради: Сидор Василь Богданович
- Секретар ради: Семенюк Борис Миколайович

### Керівний склад попередніх скликань
| ПІБ                     | Основні відомості                                                                                | Дата обрання | Дата звільнення |
| ----------------------- | ------------------------------------------------------------------------------------------------ | ------------ | --------------- |
| Сидор Василь Богданович | Міський голова, 1963 року народження, освіта вища, безпартійний                                  | 26.03.2006   | 31.10.2010      |
| Сидор Василь Богданович | Міський голова, 1963 року народження, освіта вища, член Всеукраїнського об'єднання «Батьківщина» | 31.10.2010   |                 |

Примітка: таблиця складена за даними джерела

### Депутати
За результатами місцевих виборів 2010 року депутатами ради стали:

#### За суб'єктами висування
| Суб'єкт висування                                       | Кількість обраних депутатів | %    |
| ------------------------------------------------------- | --------------------------- | ---- |
| Політична партія Всеукраїнське об'єднання «Батьківщина» | 32                          | 69,6 |
| Партія регіонів                                         | 5                           | 10,9 |
| Народна партія                                          | 3                           | 6,5  |
| Комуністична партія України                             | 2                           | 4,3  |
| Партія Християнсько-Демократичний Союз                  | 1                           | 2,2  |
| Політична партія Всеукраїнське об'єднання «Свобода»     | 1                           | 2,2  |
| Політична партія Народний Рух України                   | 1                           | 2,2  |
| Політична партія «Фронт Змін»                           | 1                           | 2,2  |

#### За округами
| № округу                                                | Прізвище, ім'я, по батькові          | Дата визнання обраним | Освіта                    | Партійна приналежність                        | Відомості про обраного депутата                                                         |
| ------------------------------------------------------- | ------------------------------------ | --------------------- | ------------------------- | --------------------------------------------- | --------------------------------------------------------------------------------------- |
| Комуністична партія України                             |                                      |                       |                           |                                               |                                                                                         |
| б/м                                                     | Максимчук Анатолій Васильович        | 10.11.2010            | Освіта вища               | член Комуністичної партії України             | пенсіонер                                                                               |
| б/м                                                     | Нестерчук Світлана Гаврилівна        | 10.11.2010            | Освіта вища               | член Комуністичної партії України             | пенсіонер                                                                               |
| Народна Партія                                          |                                      |                       |                           |                                               |                                                                                         |
| б/м                                                     | Грубой Леонід Дмитрович              | 10.11.2010            | Освіта вища               | член Народної партії                          | ДП «Славутський лісгосп», головний лісничий                                             |
| 21                                                      | Веремій Олександр Володимирович      | 10.11.2010            | Освіта вища               | член Народної партії                          | Голицькелісництво, лісничий                                                             |
| 23                                                      | Колбасов Василь Михайлович           | 10.11.2010            | Освіта вища               | член Народної партії                          | ДП «Славутський лісгосп», начальник ДОК                                                 |
| Партія регіонів                                         |                                      |                       |                           |                                               |                                                                                         |
| б/м                                                     | Говорков Геннадій Сергійович         | 10.11.2010            | Освіта вища               | член Партії регіонів                          | приватний підприємець                                                                   |
| б/м                                                     | Недашківський Василь Іванович        | 10.11.2010            | Освіта вища               | член Партії регіонів                          | Приватне підприємство «Валентина», директор                                             |
| б/м                                                     | Панчук Іван Дмитрович                | 10.11.2010            | Освіта вища               | член Партії регіонів                          | ВАТ «Славутський хлібзавод», голова правління                                           |
| б/м                                                     | Матвійчук Микола Васильович          | 10.11.2010            | Освіта вища               | член Партії регіонів                          | пенсіонер                                                                               |
| б/м                                                     | Максимчук Петро Петрович             | 10.11.2010            | Освіта середня спеціальна | член Партії регіонів                          | ТОВ «Сансервіс», директор                                                               |
| Партія Християнсько-Демократичний Союз                  |                                      |                       |                           |                                               |                                                                                         |
| б/м                                                     | Дубіна Тетяна Станіславівна          | 10.11.2010            | Освіта вища               | позапартійна                                  | Славутський міське управління освіти, завідувач інформаційно-методичним центром         |
| Політична партія Всеукраїнське об'єднання «Батьківщина» |                                      |                       |                           |                                               |                                                                                         |
| б/м                                                     | Іващук Наталія Сергіївна             | 10.11.2010            | Освіта вища               | член Всеукраїнського об'єднання «Батьківщина» | Славутська ЦРЛ, завідувачка терапевтичного відділення                                   |
| б/м                                                     | Рабцун Віктор Михайлович             | 10.11.2010            | Освіта вища               | член Всеукраїнського об'єднання «Батьківщина» | Славутський ТОВ «Покрівельний завод», директор                                          |
| б/м                                                     | Левчук Ярослав Володимирович         | 10.11.2010            | Освіта вища               | член Всеукраїнського об'єднання «Батьківщина» | ЗАТ «Славута-Папір», директор                                                           |
| б/м                                                     | Юр'єв Сергій Петрович                | 10.11.2010            | Освіта вища               | член Всеукраїнського об'єднання «Батьківщина» | ТОВ «Універсал Інвест-центр», директор                                                  |
| б/м                                                     | Недашківський Вадим Васильович       | 10.11.2010            | Освіта вища               | член Всеукраїнського об'єднання «Батьківщина» | приватний підприємець                                                                   |
| б/м                                                     | Кушніров Володимир Михайлович        | 10.11.2010            | Освіта вища               | член Всеукраїнського об'єднання «Батьківщина» | пенсіонер                                                                               |
| б/м                                                     | Іванюк Тамара Степанівна             | 10.11.2010            | Освіта вища               | член Всеукраїнського об'єднання «Батьківщина» | ТОВ ДП «Контакт-Славута», головний редактор                                             |
| б/м                                                     | Климковецький Микола Олександрович   | 10.11.2010            | Освіта вища               | член Всеукраїнського об'єднання «Батьківщина» | приватний підприємець, юрист-адвокат                                                    |
| б/м                                                     | Федотова Ірина Станіславівна         | 10.11.2010            | Освіта вища               | член Всеукраїнського об'єднання «Батьківщина» | приватний підприємець                                                                   |
| б/м                                                     | Грабарчук Анатолій Володимирович     | 10.11.2010            | Освіта вища               | член Всеукраїнського об'єднання «Батьківщина» | приватний підприємець                                                                   |
| б/м                                                     | Саприкіна Олена Яківна               | 10.11.2010            | Освіта вища               | член Всеукраїнського об'єднання «Батьківщина» | Славутський ліцей-інтернат, директор                                                    |
| б/м                                                     | Кішан Надія Яківна                   | 10.11.2010            | Освіта вища               | член Всеукраїнського об'єднання «Батьківщина» | Спеціалізована школа I-III ст. № 9 ІКТ «Успіх», заступник директора                     |
| 1                                                       | Скомаровський Володимир Валентинович | 10.11.2010            | Освіта вища               | член Всеукраїнського об'єднання «Батьківщина» | ЗАТО «Об'єднання Прогрес», директор                                                     |
| 2                                                       | Душкевич Петро Андрійович            | 10.11.2010            | Освіта вища               | член Всеукраїнського об'єднання «Батьківщина» | Славутська загальноосвітня школа I-III ст. № 4, директор                                |
| 3                                                       | Соколов Геннадій Едвінович           | 10.11.2010            | Освіта вища               | член Всеукраїнського об'єднання «Батьківщина» | Славутська ЦРЛ, заступник головного лікаря                                              |
| 4                                                       | Галій Юрій Петрович                  | 10.11.2010            | Освіта вища               | член Всеукраїнського об'єднання «Батьківщина» | АБ «Брокбізнесбанк», директор                                                           |
| 6                                                       | Семенюк Борис Миколайович            | 10.11.2010            | Освіта вища               | член Всеукраїнського об'єднання «Батьківщина» | Славутська міська рада, секретарміської ради                                            |
| 7                                                       | Пшетоцька Наталія Анатоліївна        | 10.11.2010            | Освіта вища               | член Всеукраїнського об'єднання «Батьківщина» | Будинок дитячої творчості, директор                                                     |
| 8                                                       | Сакалюк Сергій Петрович              | 10.11.2010            | Освіта вища               | член Всеукраїнського об'єднання «Батьківщина» | Славутський міськвиконком, начальник управління культури                                |
| 9                                                       | Бобер Олена Степанівна               | 10.11.2010            | Освіта вища               | член Всеукраїнського об'єднання «Батьківщина» | Славутська загальноосвітня школа I-III ст. № 4, вчитель                                 |
| 10                                                      | Малахова Лариса Любомирівна          | 10.11.2010            | Освіта вища               | член Всеукраїнського об'єднання «Батьківщина» | приватний підприємець, аптека «Фарма», директор                                         |
| 11                                                      | Смернін Сергій Петрович              | 10.11.2010            | Освіта вища               | член Всеукраїнського об'єднання «Батьківщина» | КП «Славутське ЖКО», керівник структурного підрозділу ЖЕК-2                             |
| 12                                                      | Бачинський Роман Володимирович       | 10.11.2010            | Освіта вища               | член Всеукраїнського об'єднання «Батьківщина» | Славутський міськвиконком, начальник управління                                         |
| 13                                                      | Зайонц Інна Миколаївна               | 10.11.2010            | Освіта вища               | член Всеукраїнського об'єднання «Батьківщина» | Спеціалізована школа I-III ст. № 9 ІКТ «Успіх», директор                                |
| 14                                                      | Дзюнь Петро Арсентійович             | 10.11.2010            | Освіта вища               | член Всеукраїнського об'єднання «Батьківщина» | ПП «Південь», директор                                                                  |
| 15                                                      | Смолійчук Андрій Данилович           | 10.11.2010            | Освіта вища               | член Всеукраїнського об'єднання «Батьківщина» | Славутська загальноосвітня школа I-III ст. № 1, директор                                |
| 16                                                      | Бочкай Микола Володимирович          | 10.11.2010            | Освіта вища               | член Всеукраїнського об'єднання «Батьківщина» | Церква святої покрови м. Славута, благочинний Славутського району                       |
| 17                                                      | Ігнатішин Андрій Ярославович         | 10.11.2010            | Освіта вища               | член Всеукраїнського об'єднання «Батьківщина» | Славутська ЦРЛ, завідувач травматологічного відділення                                  |
| 18                                                      | Степанюк Леонід Адамович             | 10.11.2010            | Освіта вища               | член Всеукраїнського об'єднання «Батьківщина» | Славутський УВКГ, начальник управління                                                  |
| 19                                                      | Лівчук Віктор Якович                 | 10.11.2010            | Освіта вища               | член Всеукраїнського об'єднання «Батьківщина» | ПП «Юлія», директор                                                                     |
| 20                                                      | Скред Тамара Іванівна                | 10.11.2010            | Освіта вища               | член Всеукраїнського об'єднання «Батьківщина» | Славутська ЦРЛ, завідувачка дитячої консультації                                        |
| 22                                                      | Медведєва Світлана Володимирівна     | 10.11.2010            | Освіта вища               | член Всеукраїнського об'єднання «Батьківщина» | Славутська загальноосвітня школа I-III ст. № 7, вчитель                                 |
| Політична партія Всеукраїнське об'єднання «Свобода»     |                                      |                       |                           |                                               |                                                                                         |
| б/м                                                     | Костирко Олег Васильович             | 10.11.2010            | Освіта середня спеціальна | член Всеукраїнського об'єднання «Свобода»     | Філія Славутський маслоробний комбінат ДП КФ «Прометей», машиніст холодильних установок |
| Політична партія Народний Рух України                   |                                      |                       |                           |                                               |                                                                                         |
| 5                                                       | Козел Микола Петрович                | 22.06.2012            | Освіта середня спеціальна | позапартійний                                 | приватний підприємець                                                                   |
| Політична партія «Фронт Змін»                           |                                      |                       |                           |                                               |                                                                                         |
| б/м                                                     | Стінський Павло Анатолійович         | 10.11.2010            | Освіта вища               | член Політичної партії «Фронт Змін»           | ПП"Укрінкомбуд", менеджер                                                               |